# 訃報 2003年12月
訃報 2003年12月（ふほう 2003ねん12がつ）では、2003年（平成15年）12月中に物故した、又は物故が報じられた人物についてまとめる。

## （1日 - 15日）

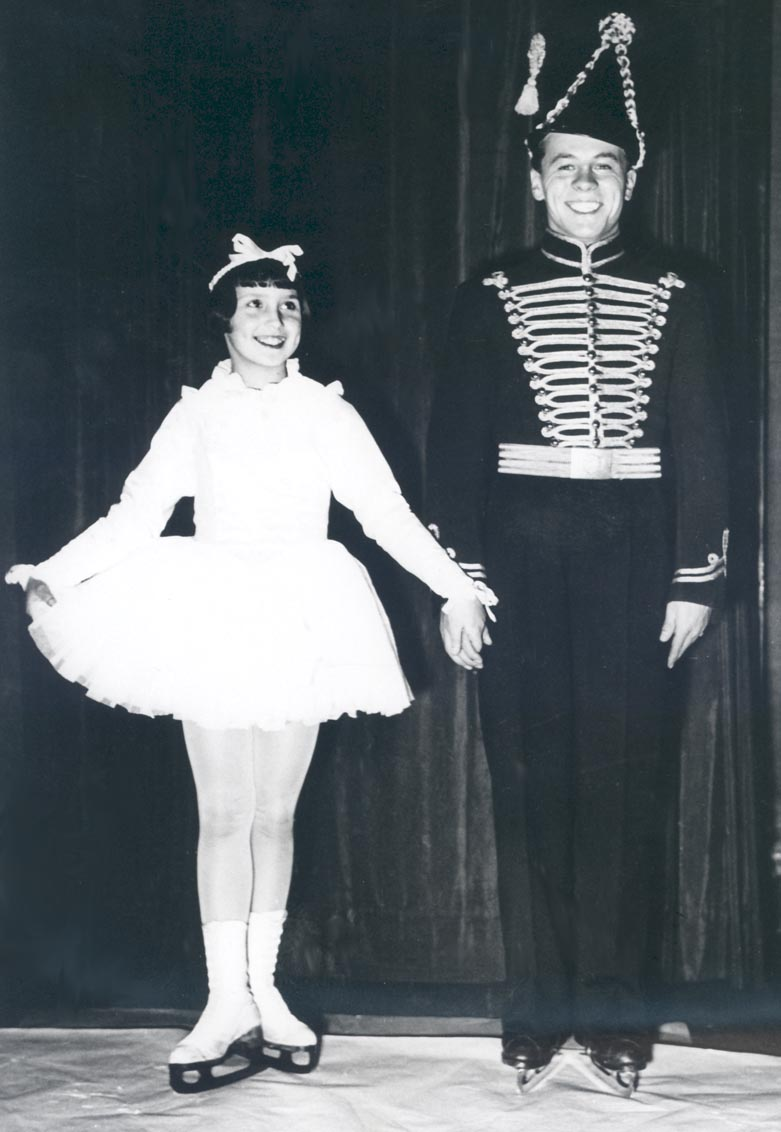
フェリックス・カスパー（右）／12月3日没

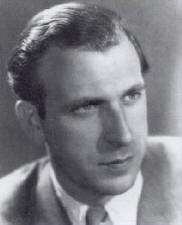
ハンス・ホッター／12月6日没

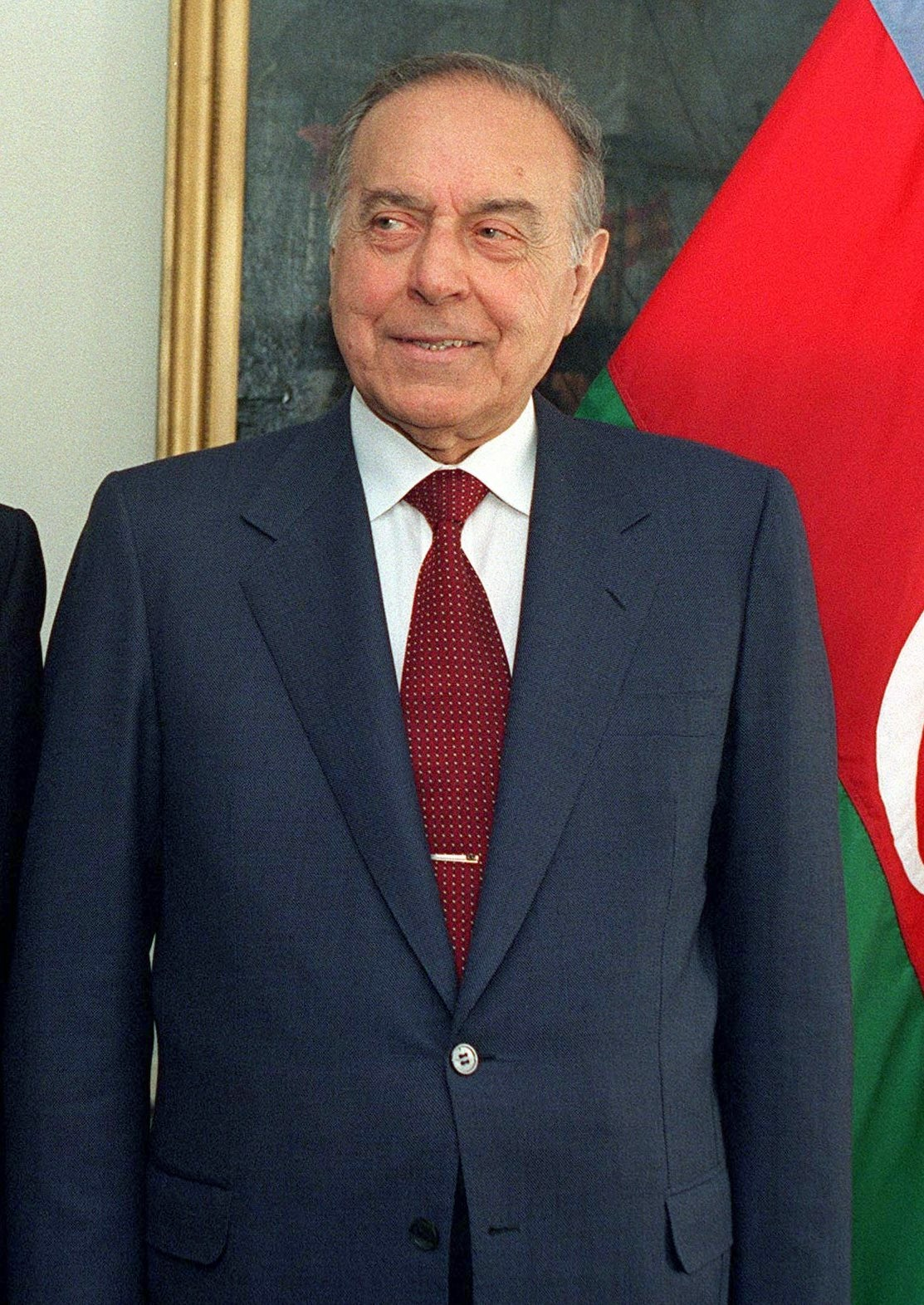
ヘイダル・アリエフ／12月12日没

- 12月3日 - フェリックス・カスパー、フィギュアスケート選手（* 1915年）
- 12月5日 - 田中康郎、声優（* 1932年）
- 12月5日 - バーブ佐竹、歌手（* 1935年）
- 12月6日 - ハンス・ホッター、バスバリトン歌手（* 1909年）
- 12月6日 - ジェリー・トゥーティ、プロレスラー（* 1966年）
- 12月11日 - 丘美丈二郎、探偵小説作家、SF作家、航空自衛官、テストパイロット（* 1918年）
- 12月12日 - ヘイダル・アリエフ、アゼルバイジャン第3代大統領（* 1923年）

## （16日 - 31日）

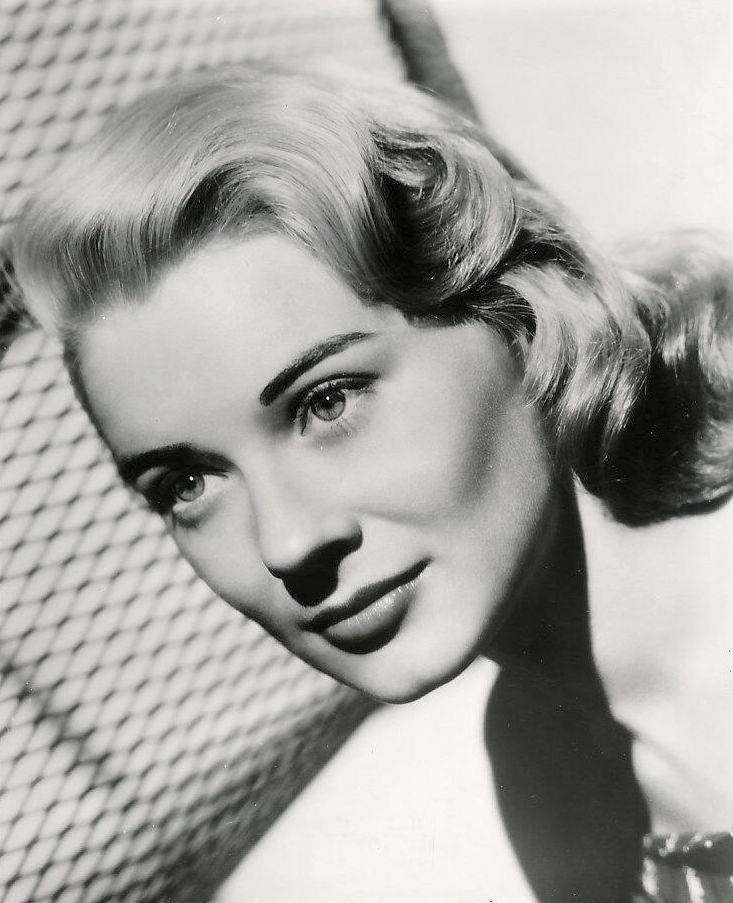
ホープ・ラング／12月19日没

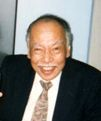
レイモンド・コンデ／12月23日没

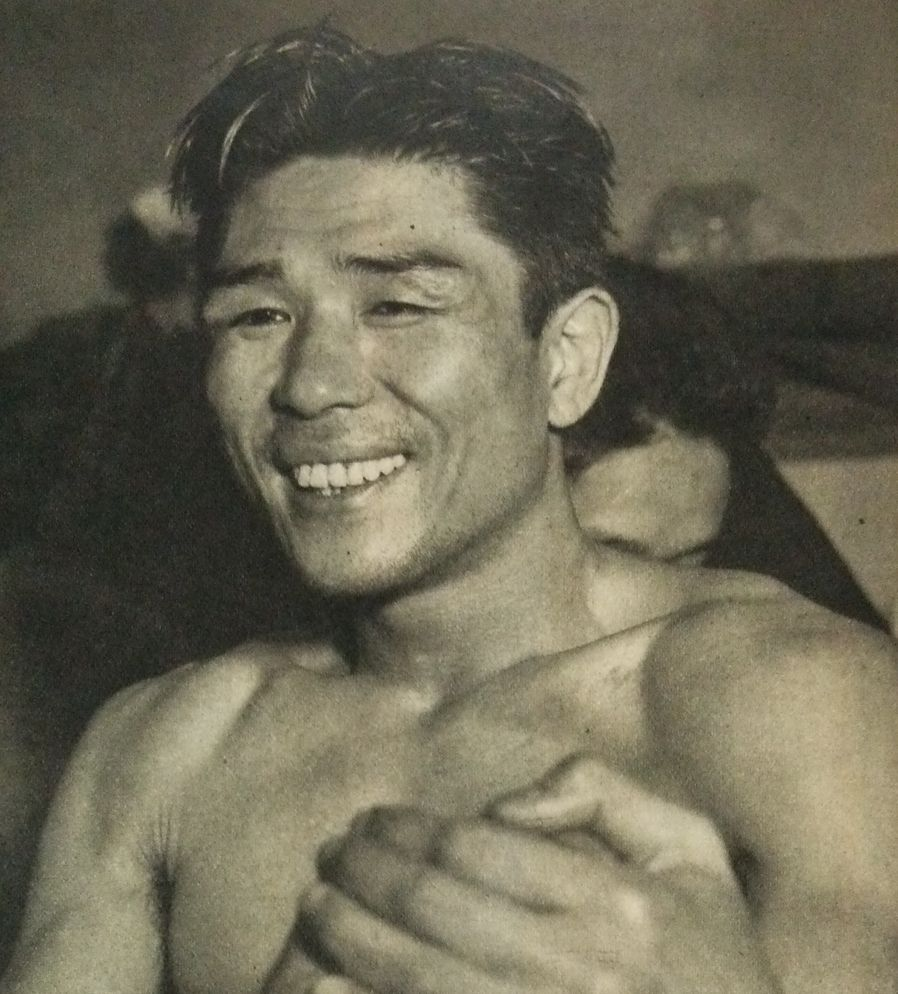
白井義男／12月26日没

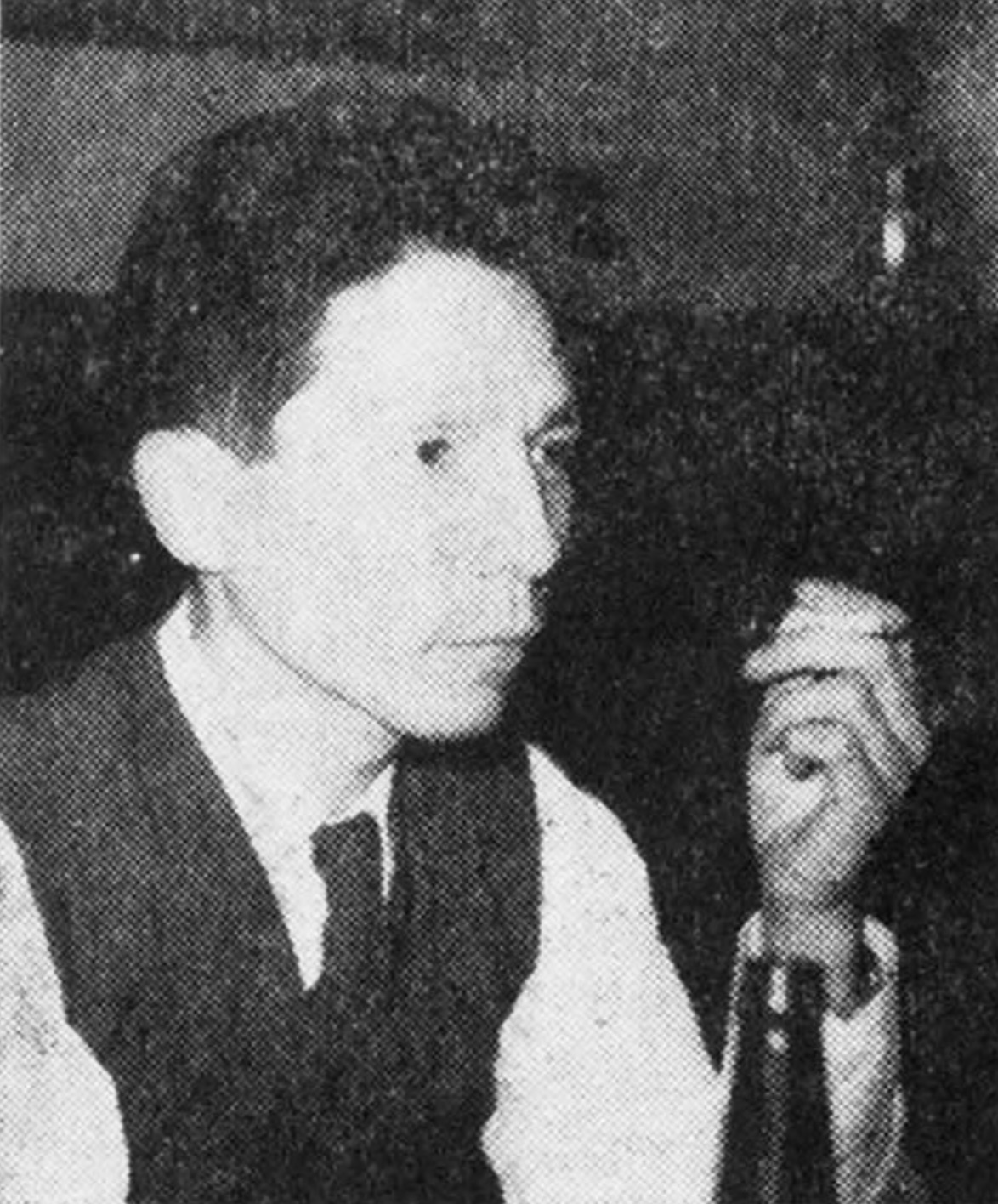
風間完／12月27日没

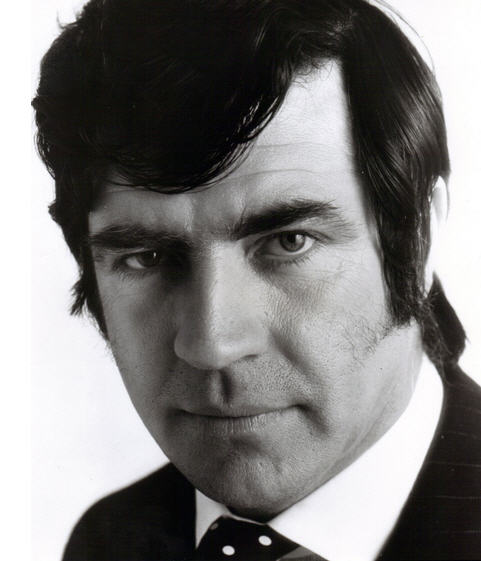
アラン・ベイツ／12月27日没

- 12月19日 - ホープ・ラング、女優（* 1931年）
- 12月23日 - レイモンド・コンデ、ジャズミュージシャン（* 1916年）
- 12月26日 - チョーンシー・ハリス、地理学者（* 1914年）
- 12月26日 - 白井義男、プロボクサー（* 1923年）
- 12月27日 - 風間完、挿絵画家（* 1919年）
- 12月27日 - アラン・ベイツ、俳優（* 1934年）
- 12月30日 - 梅艶芳、歌手（* 1963年）
- 12月31日 - 坂本朝一、元NHK会長（* 1917年）